# Pic tacheté
Pardipicus nivosus
Espèce
Statut de conservation UICN

 LC  : Préoccupation mineure
Le Pic tacheté (Pardipicus nivosus) est une espèce africaine d'oiseaux de la famille des Picidae.

## Répartition
Cet oiseau se rencontre en Angola, au Cameroun, en Côte d'Ivoire, au Gabon, en Gambie, au Ghana, en Guinée, en Guinée équatoriale, en Guinée-Bissau, au Kenya, au Liberia, au Mali, en Mauritanie, au Nigeria, en Ouganda, en République centrafricaine, en République du Congo, en République démocratique du Congo, au Rwanda, au Sénégal, en Sierra Leone, au Soudan du Sud, au Soudan, en Tanzanie et au Togo.

## Liste des sous-espèces
Selon GBIF (23 février 2024) :
- Pardipicus nivosus herberti (Alexander, 1908)
- Pardipicus nivosus nivosus (Swainson, 1837)
- Pardipicus nivosus poensis (Alexander, 1903)

## Classification
Le nom valide complet (avec auteur) de ce taxon est Pardipicus nivosus (Swainson, 1837).
L'espèce a été initialement classée dans le genre Dendromus sous le protonyme Dendromus nivosus Swainson, 1837.
Ce taxon porte en français le nom vernaculaire ou normalisé suivant : Pic tacheté.
Pardipicus nivosus a pour synonymes :
- Dendromus nivosus Swainson, 1837[3]
- Campethera nivosa (Swainson, 1837)[2]